# Wijchen
Wijchen (prononcé [ˈʋiχən] en néerlandais) est un village et une commune néerlandaise, en province de Gueldre. La ville de Wijchen est le siège de la commune.

## Localités et démographie
Nombre d'habitants, 2006-01-01:
Sans doubles comptes: les habitants du village de Woezik (3 820 habitants, 2005-01-01) et de la localité Laak sont comptés dans la ville de Wijchen.
Wijchen connaît aussi plusieurs lieux-dits, souvent indicatif d'une ferme isolée, par exemple Diervoort.

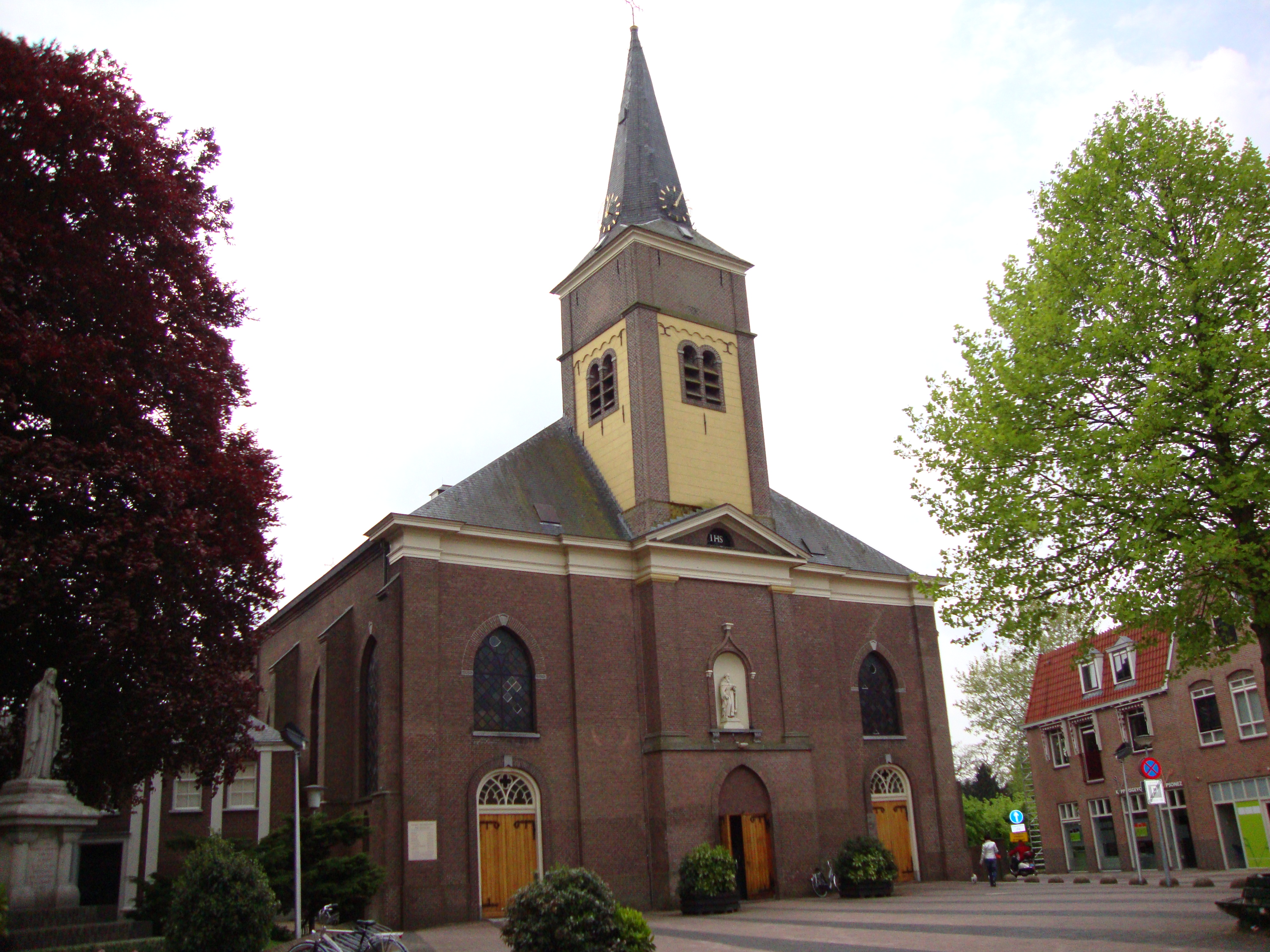
Wijchen, Église catholique
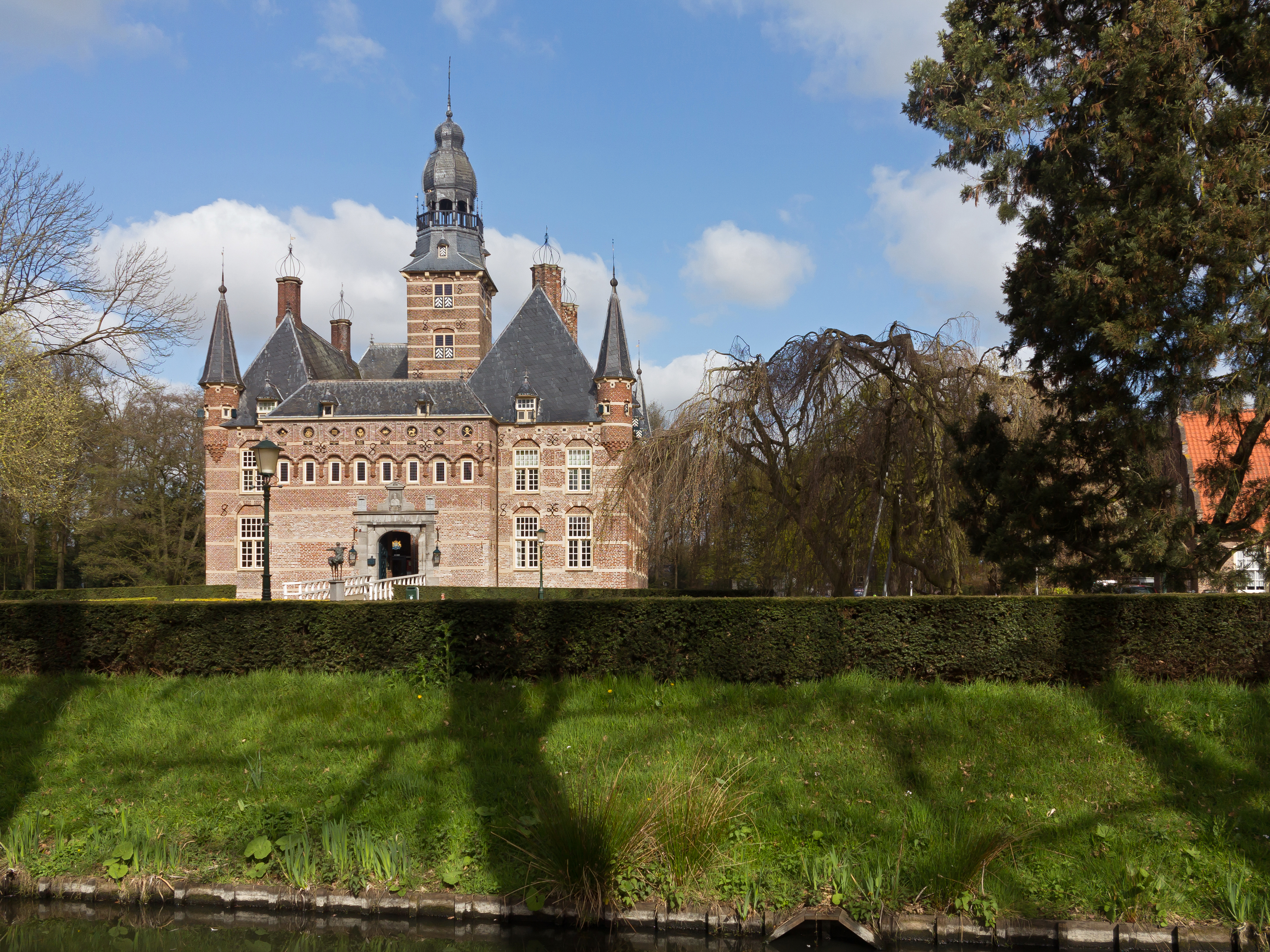
Wijchen, le château : kasteel Wijchen
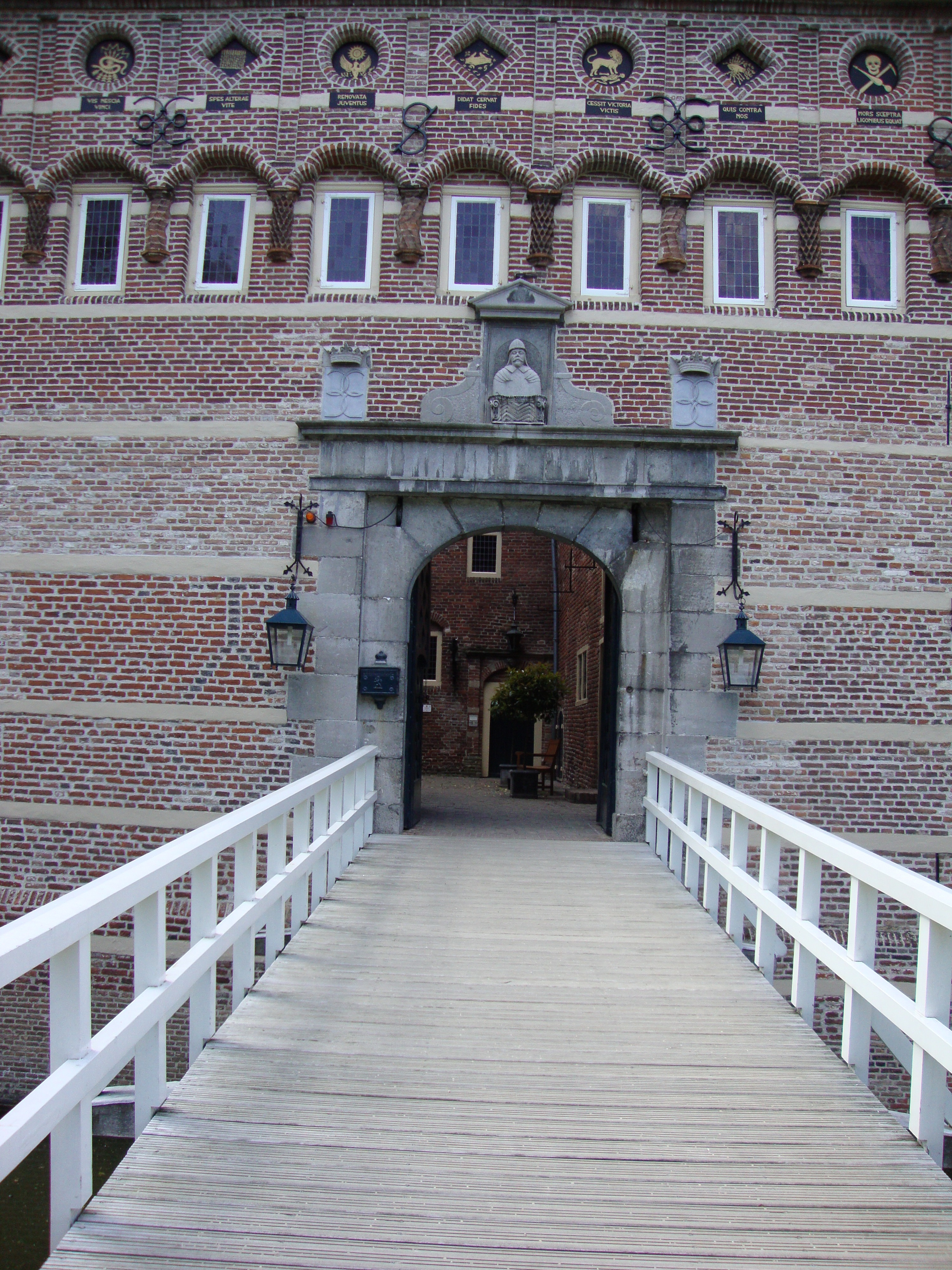
Wijchen, entrée du château
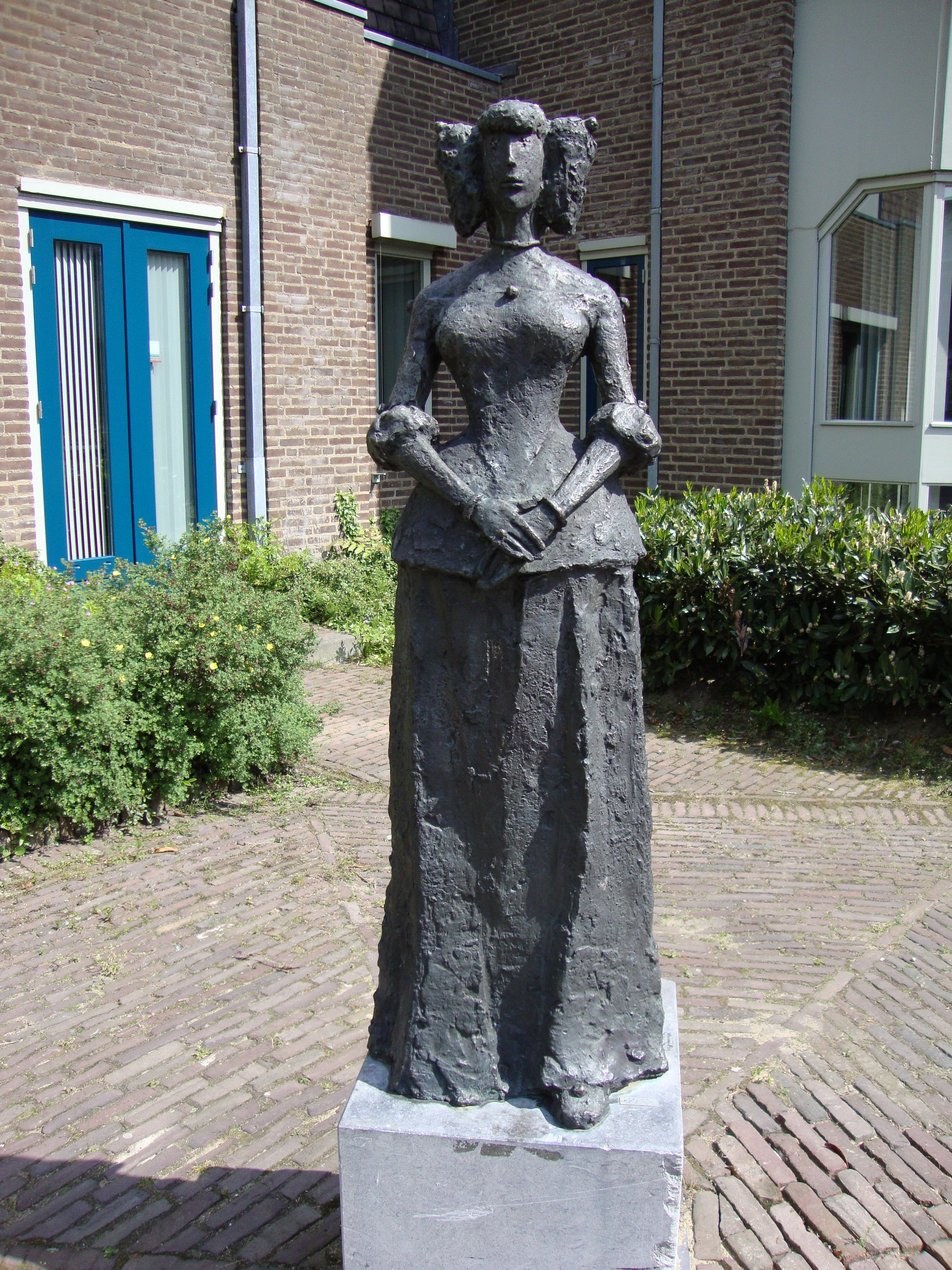
Wijchen, Statue d'Émilie de Nassau
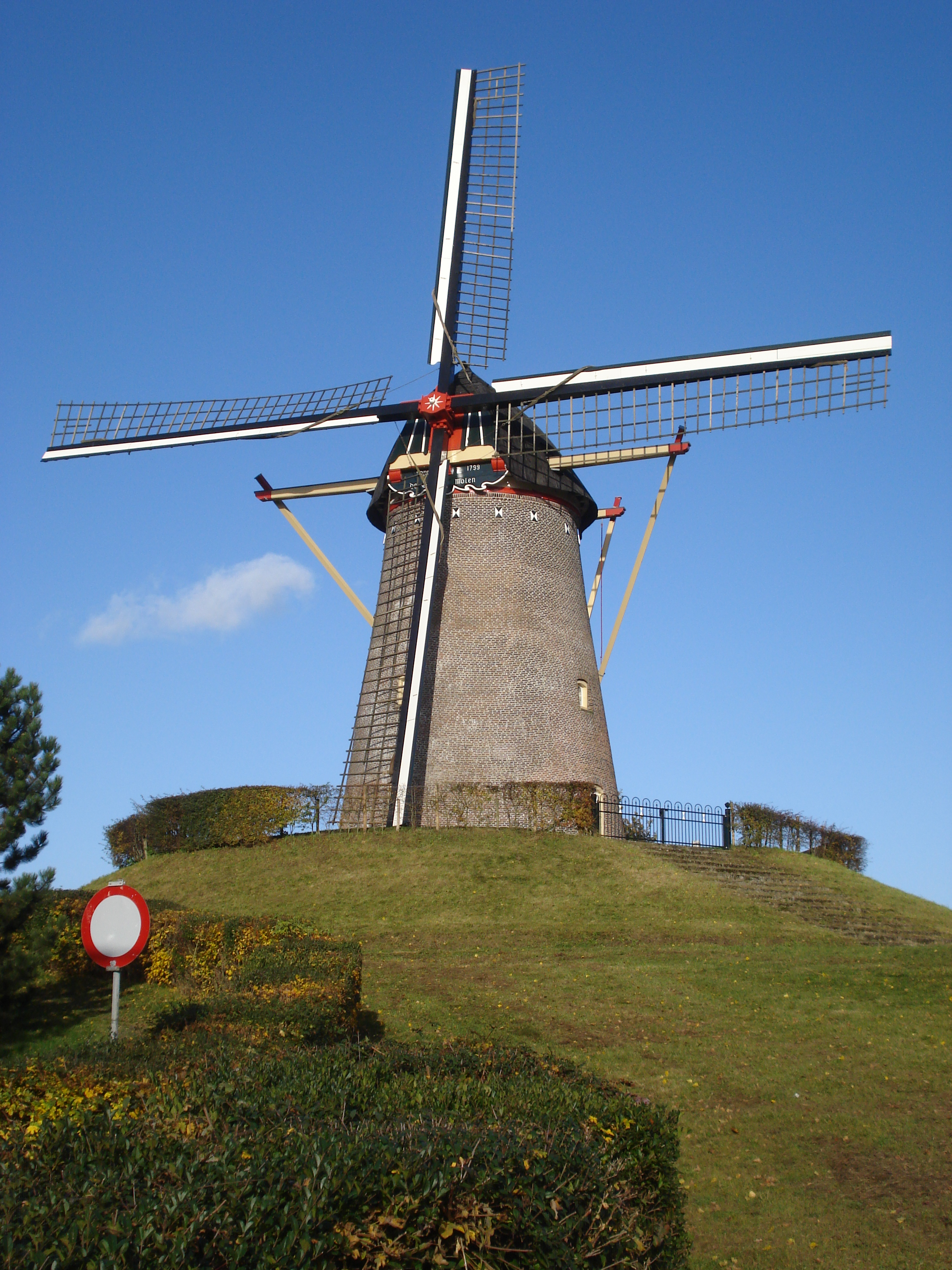
Wijchen, le vieux moulin
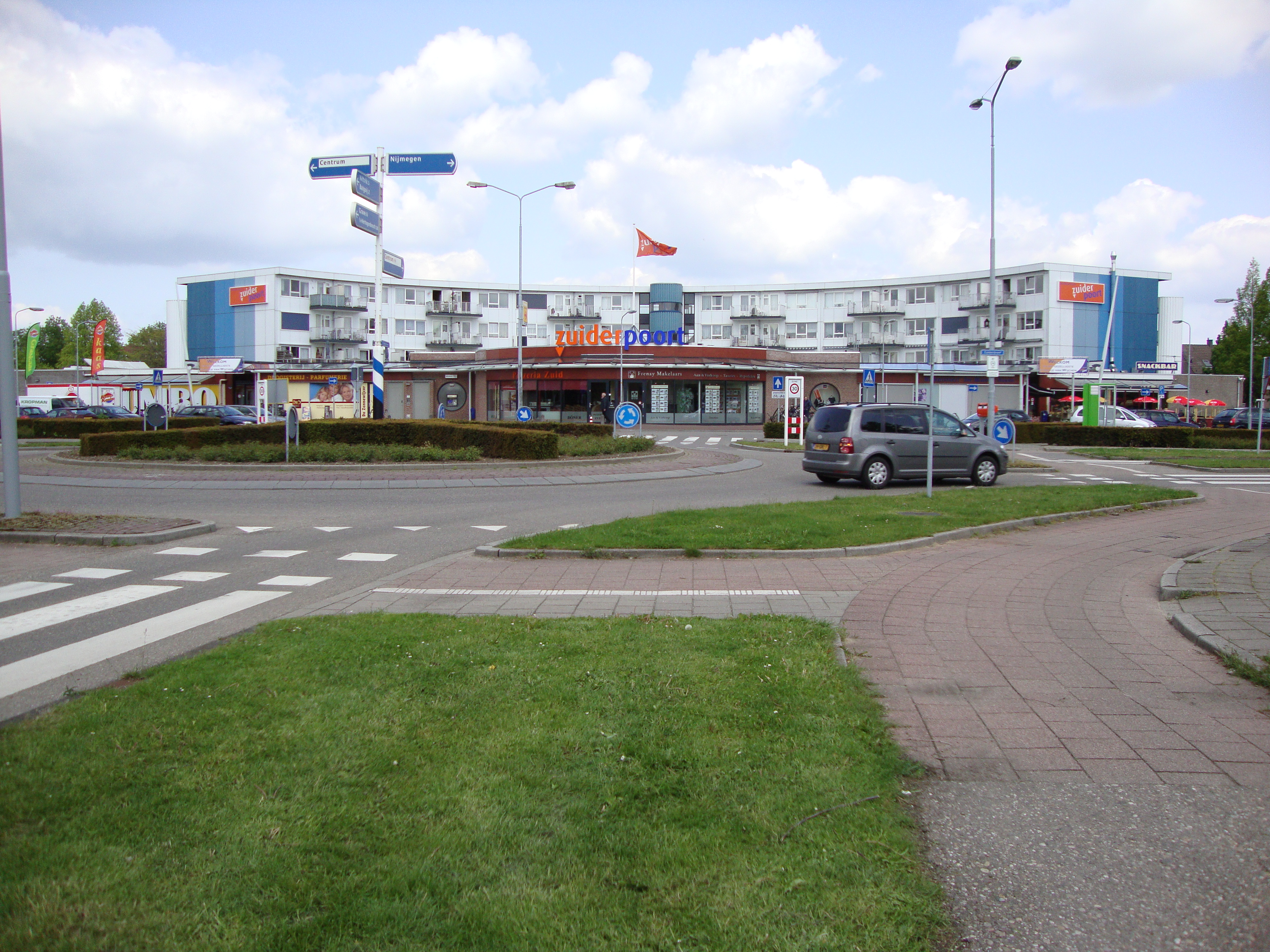
Wijchen, Centre commercial Zuiderpoort
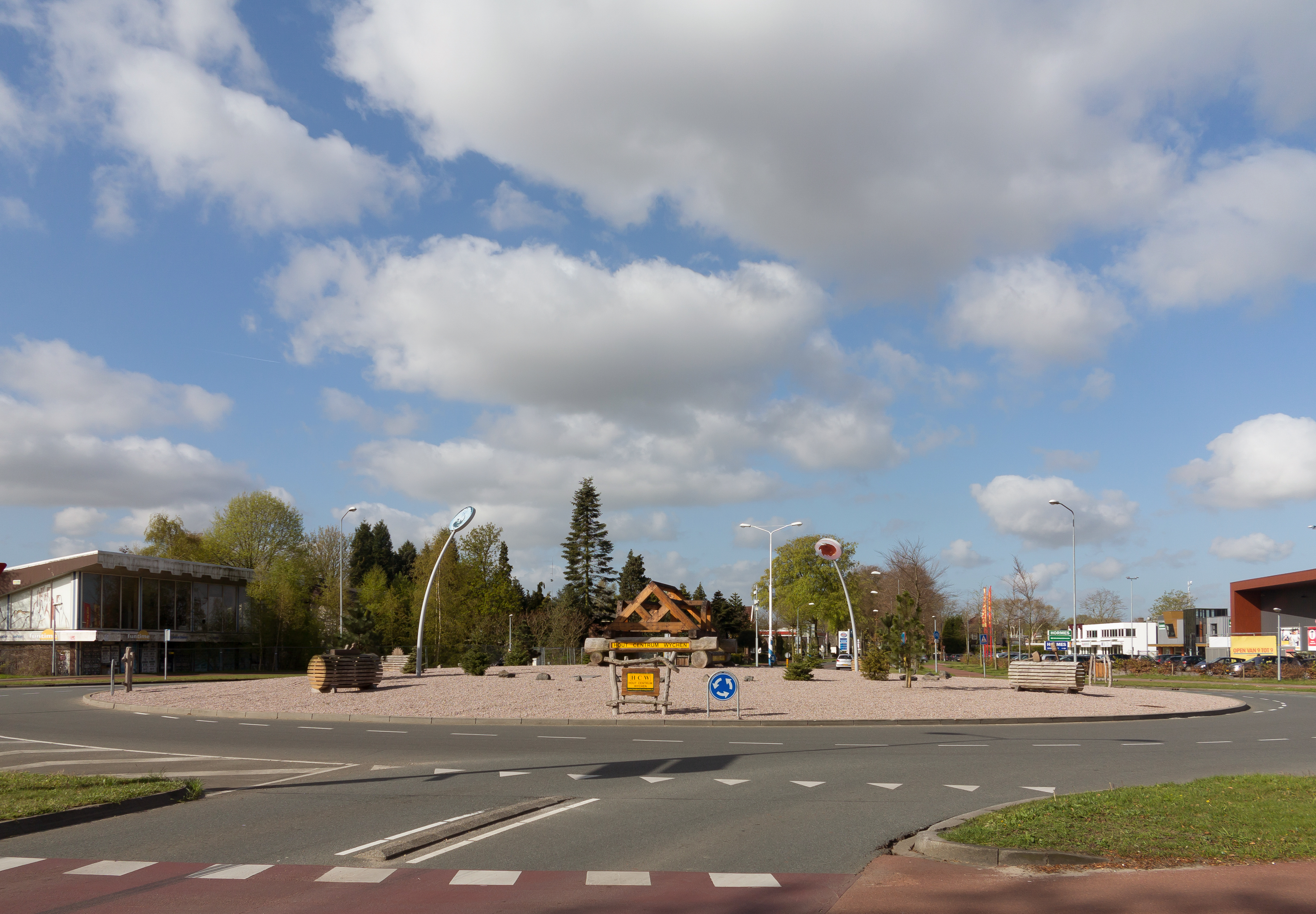
Wijchen, le carrefour giratoire rue Kamerlingh Onnesstraat-Buys Ballotstraat
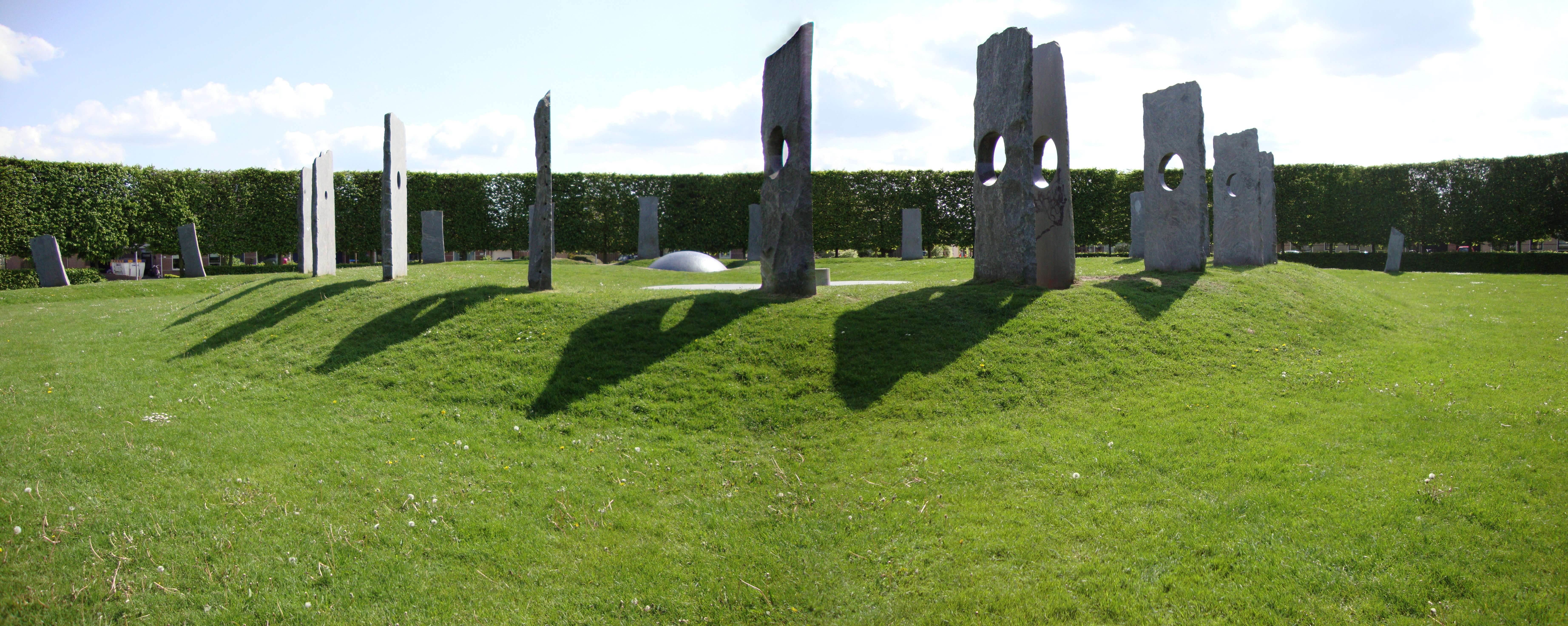
Wijchen, sculpture Champ-soleil
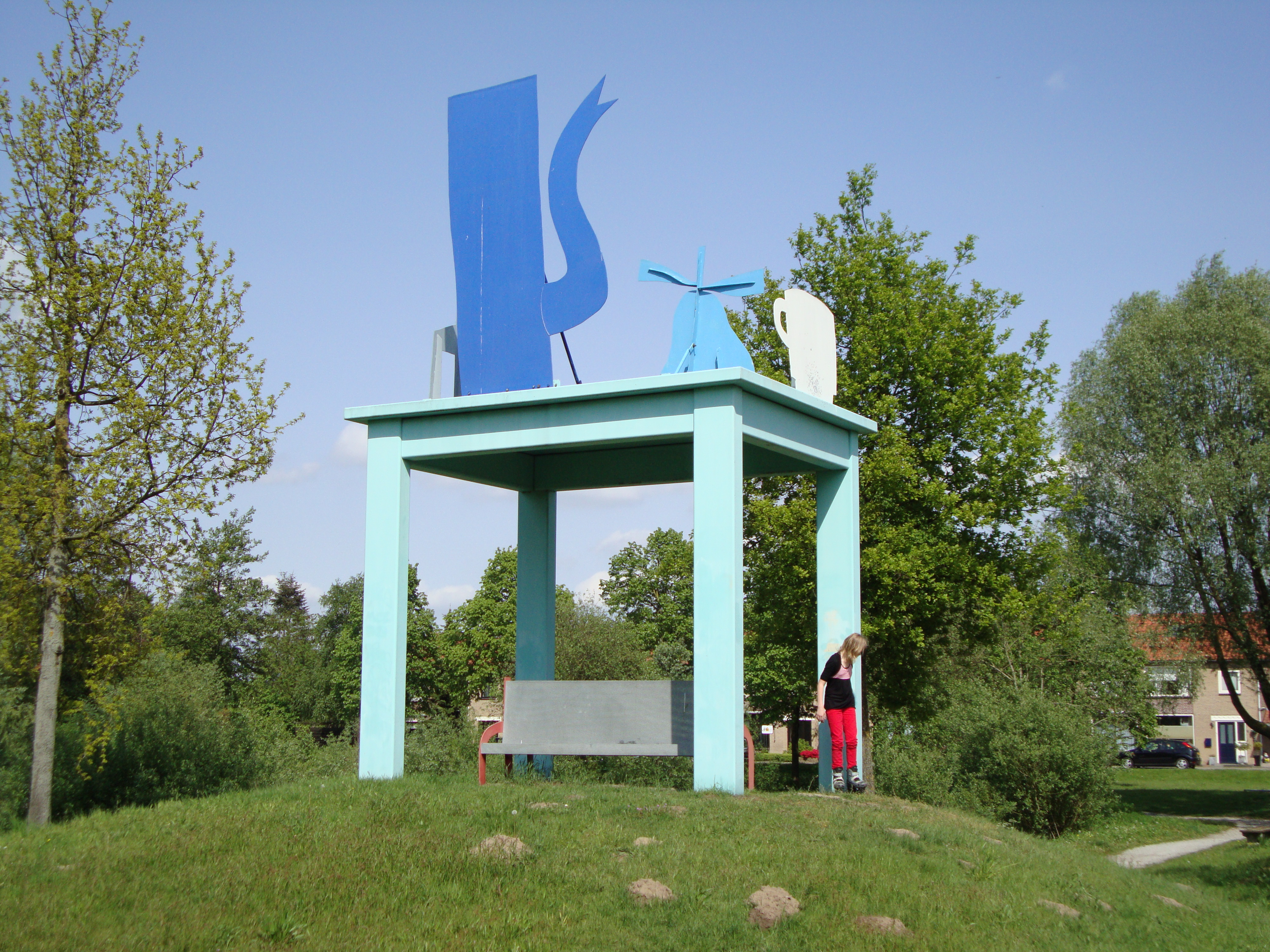
Wijchen, sculpture La Table
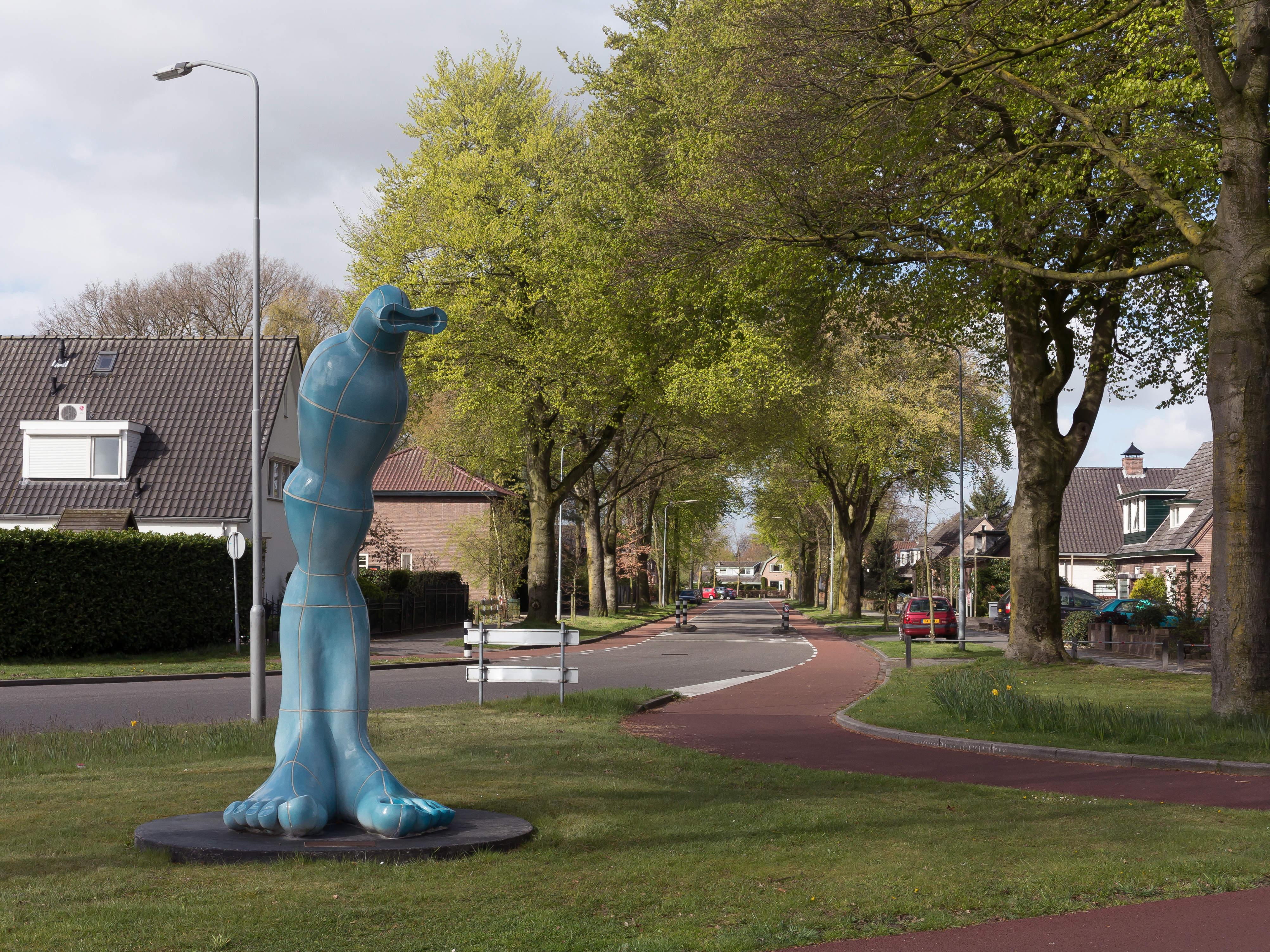
Wijchen, la céramique - Waar het oog al is, wil de voet naar toe
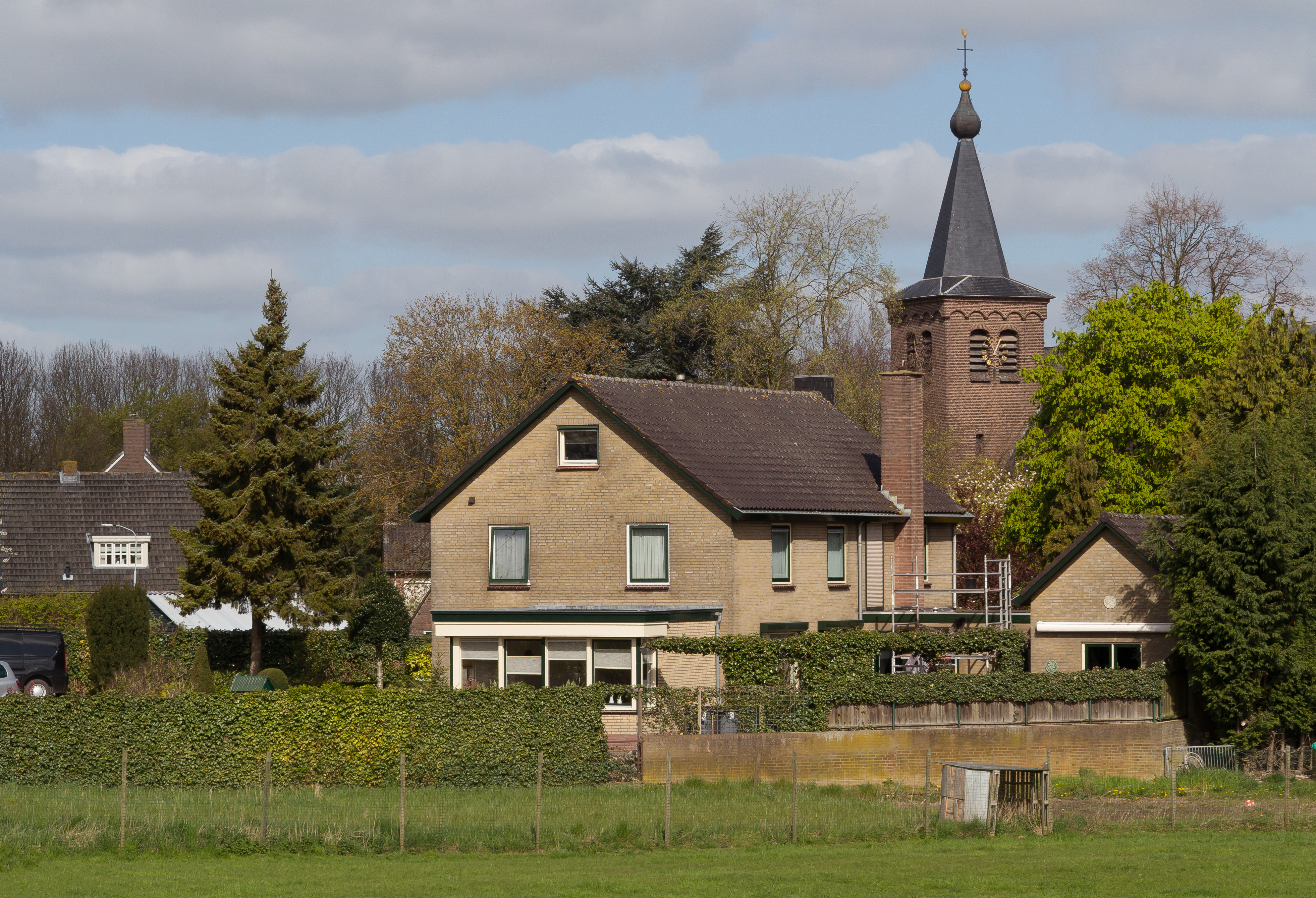
Niftrik, tour de l'eglise dans le village

## Personnalités
- Joël Piroe (1999-), footballeur néerlandais né à Wijchen
- Bernard te Gempt (1826-1879), peintre animalier, est né à Batenburg, village dépendant de Wijchen.
- Ronald van der Kemp (1964-), créateur de mode, né à Wijchen